# 버나드 토믹

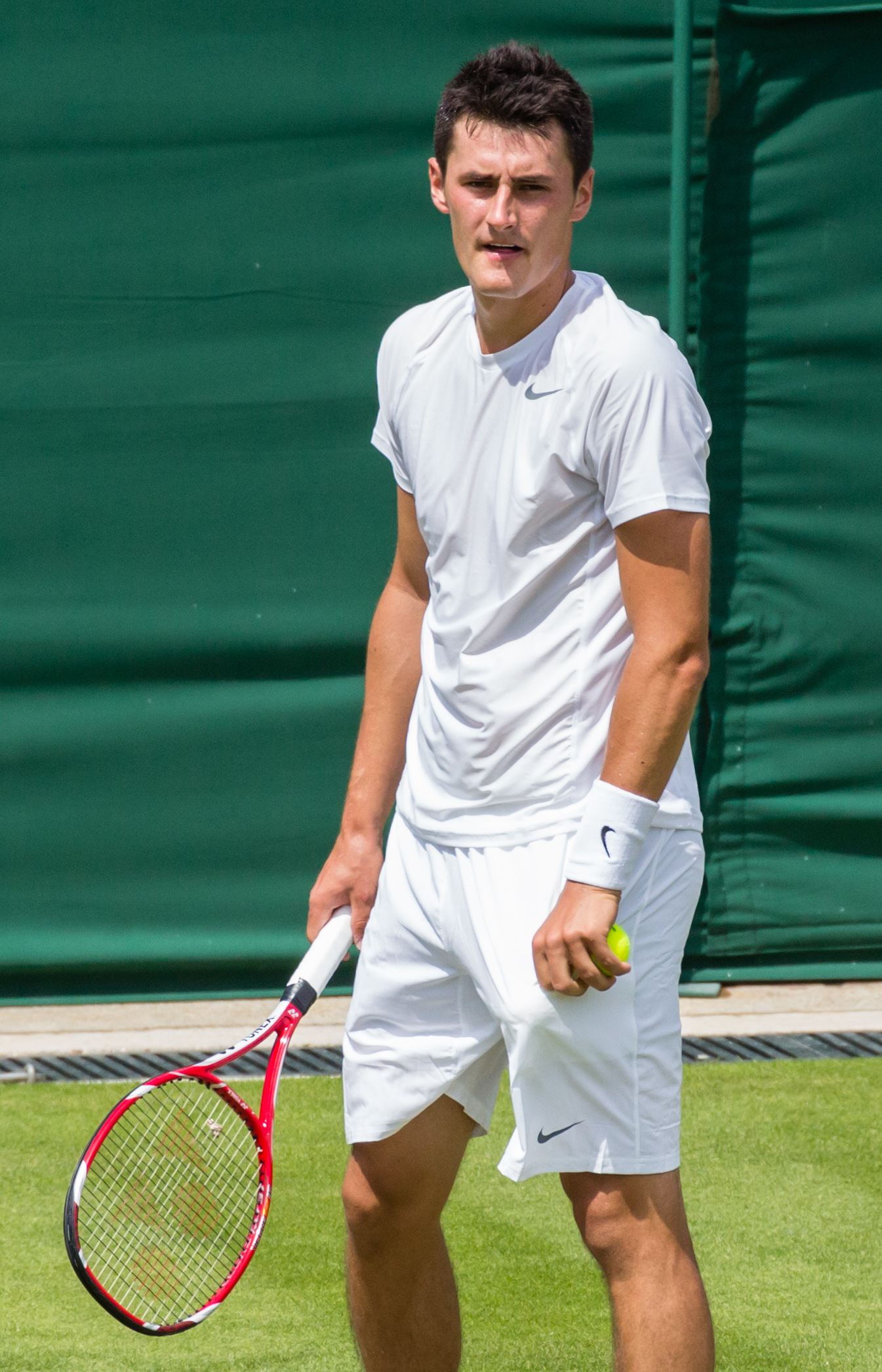
2013년 윔블던 선수권 대회에서의 토믹 선수

버나드 토믹(영어: Bernard Tomic, 1992년 10월 21일 ~ )은 오스트레일리아의 테니스 선수이다. 2011년 윔블던 선수권 대회에서는 8강에 진출하였다. 테니스 이외에 평소 방탕한 생활 때문에 부정적인 시선도 있다.
그는 독일 슈투트가르트 태생으로 아버지는 크로아티아인, 어머니는 보스니아인 어머니이다. 그래서 크로아티아어식인 토미치(Tomić)로 불리기도 한다.